# Mary Carlisle
Pour les articles homonymes, voir Carlisle (homonymie).

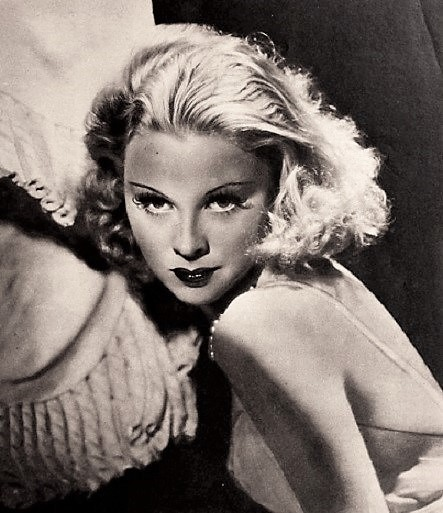
Portrait pour le magazine Modern Screen (janvier 1938).

Gwendolyn Witter, dite Mary Carlisle, née le 3 février 1914 à Stockton en Californie, et morte le 1er août 2018 à Woodland Hills, un quartier de Los Angeles, est une actrice, chanteuse et danseuse américaine.
De la mort de Barbara Kent (2011) à 2018, elle fut la doyenne des actrices américaines. Olivia de Havilland (née le 1er juillet 1916) devient ensuite la doyenne.

## Carrière à Hollywood
Née à Stockton en Californie, elle fait une apparition (non créditée) dans le film muet Long Live the King de Jackie Coogan dès 1923. Elle n'a que 14 ans lorsqu'elle est découverte par Carl Laemmle Jr., alors qu'elle déjeune avec sa mère aux Studios Universal, : son sourire angélique et son air ingénu lui permettent de passer ses premiers bouts d'essai, ; mais après quelques semaines à Universal, elle est repérée par un inspecteur du travail qui constate qu'elle est mineure, et fait obtenir son retour sur les bancs de l'école,. Deux ans plus tard, ayant terminé ses études secondaires, elle se rend aux studios Metro-Goldwyn-Mayer. Bien qu'elle n'ait pris qu'une leçon de claquettes, elle obtient un premier rôle auprès de la future star Ann Dvorak et signe un contrat d'un an avec MGM en 1930 comme danseuse de ballets pour des films de série B.
Ce sont d'abord de petits rôles dans Madame Satan et Passion Flower (1930),, puis Grand Hotel (1932), où elle joue le rôle d'une jeune mariée, Mme Hoffman ; mais elle n'accède à la célébrité qu'avec son élection au titre de WAMPAS Baby Stars : des 15 actrices élues en 1932,, c'est elle qui survivra le plus longtemps.
Elle se voit confier le premier rôle dans une comédie musicale des Studios Paramount, College Humor (1933) aux côtés de Bing Crosby. Son interprétation, louée par la critique, la met au devant de la scène, et elle tourne deux autres films avec Crosby : Double or Nothing et Doctor Rhythm. Elle enchaîne avec le premier rôle dans une série de films de série B pour d'autres maisons de production. Recherchée pour sa beauté, elle se soumet à un régime strict.
En l'espace de douze ans, elle tourne dans 60 films puis, juste mariée, met fin à sa carrière après avoir interprété la femme du médecin dans Créature du diable, (1943). Près de vingt ans après la fin de sa carrière, elle reçoit une étoile sur le Walk of Fame, positionnée au niveau du 6679 Hollywood Boulevard.

## Filmographie
| Année | Titre                                              | Rôle                           |
| ----- | -------------------------------------------------- | ------------------------------ |
| 1923  | Le Petit Prince                                    | Apparition (non créditée)      |
| 1930  | The Girl Said No                                   | Invitée à la fête              |
| 1930  | Montana Moon                                       | Fêtarde                        |
| 1930  | Children of Pleasure (en)                          | Secrétaire                     |
| 1930  | Madame Satan                                       | Little Bo Peep                 |
| 1930  | Passion Flower (en)                                | Blonde party guest             |
| 1930  | La Bande fantôme (Remote Control)                  | Jeune violoniste blonde        |
| 1930  | The Devil's Cabaret (short)                        | Impy                           |
| 1931  | The Great Lover (Le Grand Amour)                   | Blonde réclamant un autographe |
| 1932  | This Reckless Age                                  | Cassandra Phelps               |
| 1932  | Hotel Continental de Christy Cabanne               | Alicia                         |
| 1932  | Grand Hotel                                        | Mrs. Hoffman                   |
| 1932  | Night Court                                        | Elizabeth Osgood               |
| 1932  | Now's the Time (en)                                |                                |
| 1932  | Ship A Hooey                                       |                                |
| 1932  | Down to Earth                                      | Jackie Harper                  |
| 1932  | Chagrin d'amour                                    | Jeune invitée à la fête        |
| 1932  | Her Mad Night (en)                                 | Constance 'Connie' Kennedy     |
| 1933  | Men Must Fight                                     | Evelyn                         |
| 1933  | College Humor                                      | Barbara Shirrel                |
| 1933  | Les femmes ont besoin d'amour                      | Sally Lou Cateret              |
| 1933  | Saturday's Millions (en)                           | Thelma Springer                |
| 1933  | Les Gaietés du collège                             | Vivian                         |
| 1933  | East of Fifth Avenue                               | Edna Howard                    |
| 1933  | Should Ladies Behave (en)                          | Leone Merrick                  |
| 1934  | Palooka                                            | Anne Howe                      |
| 1934  | This Side of Heaven (en)                           | Peggy Turner                   |
| 1934  | Once to Every Woman (en)                           | Doris Andros                   |
| 1934  | Murder in the Private Car (en)                     | Ruth                           |
| 1934  | Handy Andy                                         | Janice Yates                   |
| 1934  | Million Dollar Ransom (en)                         | Francesca Shelton              |
| 1934  | That's Gratitude                                   | Dora Maxwell                   |
| 1934  | Kentucky Kernels                                   | Gloria                         |
| 1934  | Girl o' My Dreams (en)                             | Gwen                           |
| 1935  | Grande Dame                                        | Gerry Killaine                 |
| 1935  | Meurtre au Grand Hôtel                             | Olive Temple                   |
| 1935  | One Frightened Night (en)                          | Doris Waverly                  |
| 1935  | Champagne for Breakfast                            | Edie Reach                     |
| 1935  | The Old Homestead (en)                             | Nancy Abbott                   |
| 1935  | It's in the Air                                    | Grace Gridley                  |
| 1935  | Super-Speed                                        | Nan Gale                       |
| 1935  | Un bienfait dangereux                              | Phyllis                        |
| 1936  | Love in Exile                                      | Emily Stewart                  |
| 1936  | Lady Be Careful (en)                               | Billie 'Stonewall' Jackson     |
| 1937  | Hotel Haywire (en)                                 | Phyllis                        |
| 1937  | Double or Nothing (en)                             | Vicki Clark                    |
| 1937  | That Navy Spirit (en)                              | Judy Hollan                    |
| 1938  | Tip-Off Girls (en)                                 | Marjorie Rogers                |
| 1938  | Doctor Rhythm                                      | Judy Marlowe                   |
| 1938  | Hunted Men (en)                                    | Jane Harris                    |
| 1938  | Touchdown, Army (en)                               | Toni Denby                     |
| 1938  | Illegal Traffic                                    | Carol Butler                   |
| 1938  | Say It in French (en)                              | Phyllis Carrington             |
| 1939  | Fighting Thoroughbreds (en)                        | Marian                         |
| 1939  | Inside Information                                 | Crystal                        |
| 1939  | Hawaiian Nights                                    | Millie                         |
| 1939  | Beware Spooks!                                     | Betty Lou Winters Gifford      |
| 1939  | Call a Messenger (en)                              | Marge Hogan                    |
| 1939  | Rovin' Tumbleweeds                                 | Mary Ford                      |
| 1940  | Chantez, dansez, mes belles ! (Dance, Girl, Dance) | Sally                          |
| 1941  | Rag to Riches (en)                                 | Carol Patrick                  |
| 1942  | Torpedo Boat (en)                                  | Jane Townsend                  |
| 1942  | Baby Face Morgan (en)                              | Virginia Clark                 |
| 1943  | Créature du diable                                 | Gayle Clayton                  |